# Kisvaszar
Kisvaszar ist eine ungarische Gemeinde im Kreis Hegyhát im Komitat Baranya.

## Geografische Lage
Kisvaszar liegt gut acht Kilometer nordöstlich der Kreisstadt Sásd. Nachbargemeinden sind Tékes, Gerényes und Mecsekjánosi, ein Stadtteil von Komló.

## Sehenswürdigkeiten
- Römisch-katholische Kirche Szent György vértanú, erbaut 1790 (Barock)
- Szent-Flórián-Statue (Szent Flórián-szobor), erschaffen 1883

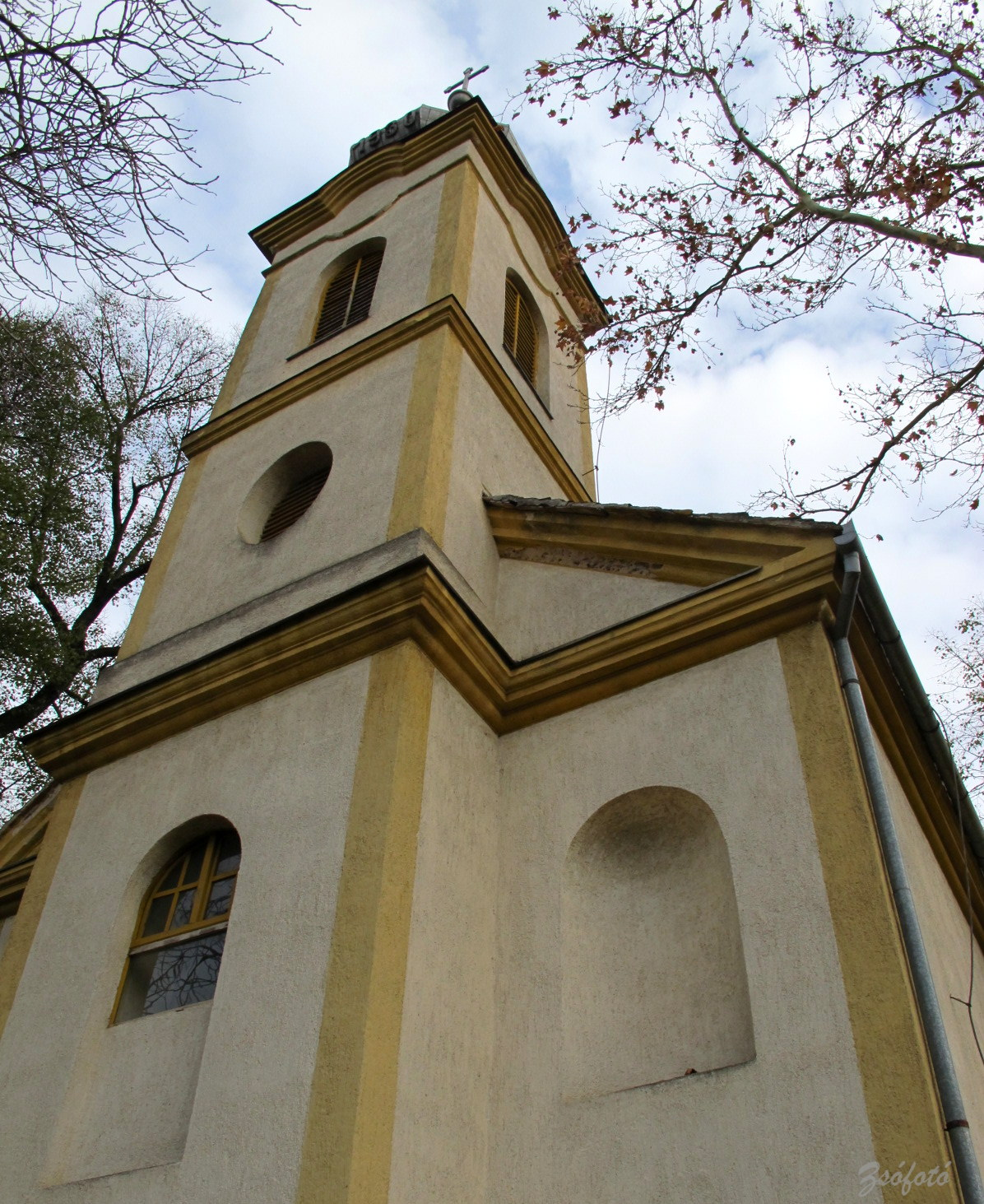
Röm.-kath. Kirche Szent György vértanú
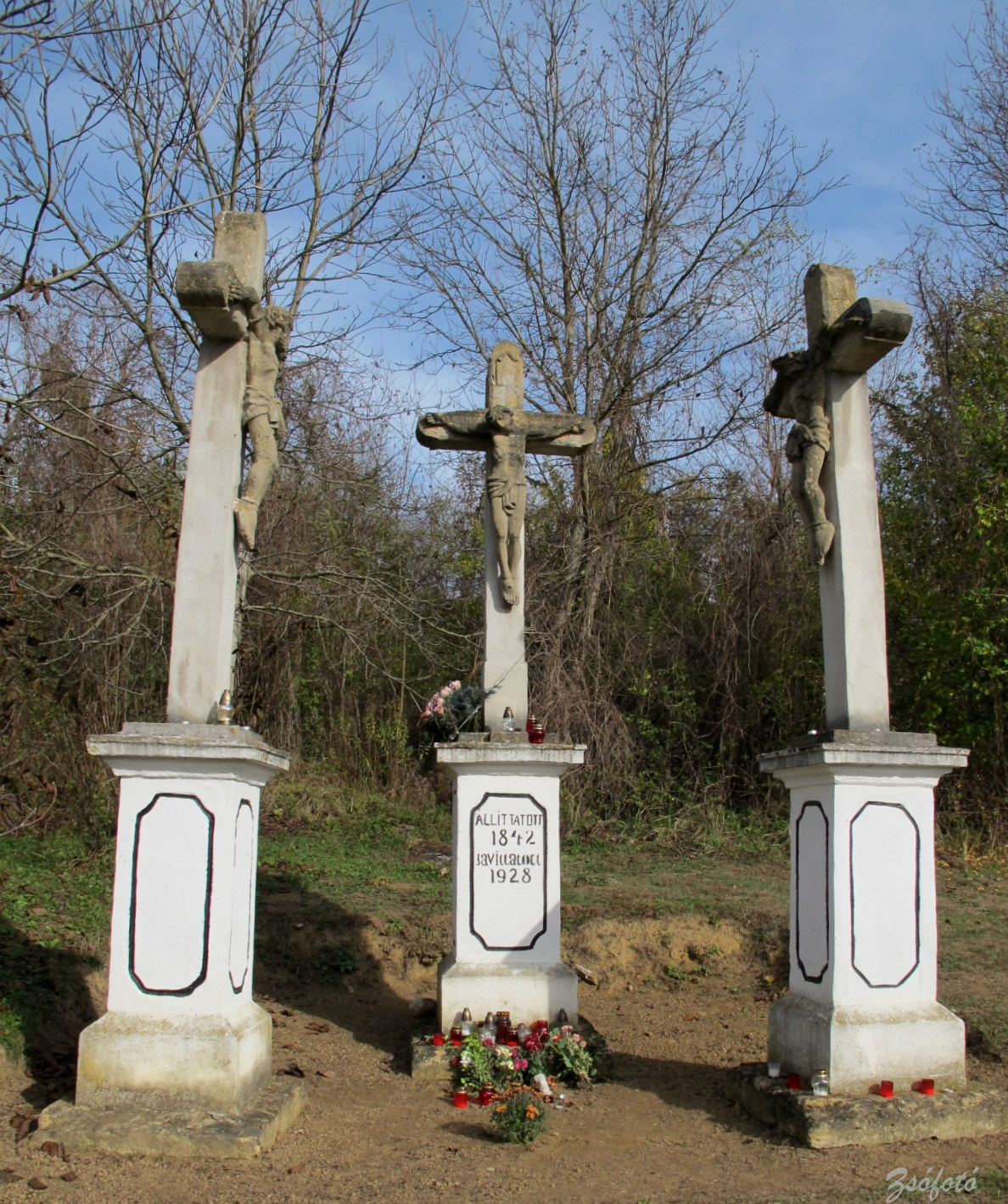
Kreuze auf dem Friedhof
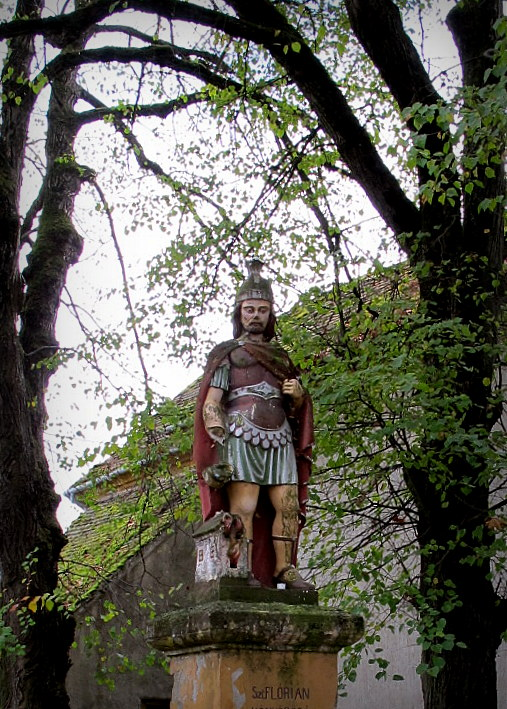
Szent-Flórián-Statue

## Verkehr
Durch Kisvaszar verläuft die Landstraße Nr. 6546. Es bestehen Busverbindungen nach Vásárosdombó. Die nächstgelegenen Bahnhöfe befinden sich in Mecsekjánosi und Vásárosdombó.